# Rengali Dam Project Township
Rengali Dam Project Township è una suddivisione dell'India, classificata come census town, di 8.115 abitanti, situata nel distretto di Angul, nello stato federato dell'Orissa. In base al numero di abitanti la città rientra nella classe V (da 5.000 a 9.999 persone).

## Geografia fisica
La città è situata a 21° 37' 60 N e 84° 2' 60 E e ha un'altitudine di 207 m s.l.m.

## Società

### Evoluzione demografica
Al censimento del 2001 la popolazione di Rengali Dam Project Township assommava a 8.115 persone, delle quali 4.362 maschi e 3.753 femmine. I bambini di età inferiore o uguale ai sei anni assommavano a 752, dei quali 406 maschi e 346 femmine. Infine, coloro che erano in grado di saper almeno leggere e scrivere erano 6.230, dei quali 3.617 maschi e 2.613 femmine.